# رامون غارسيا (صحفي)
رامون غارسيا (بالإسبانية: Ramón García Hernando)‏ هو مذيع وصحفي ومقدم تلفزيوني إسباني، ولد في 28 نوفمبر 1961 في بلباو في إسبانيا.

## وصلات خارجية
- رامون غارسيا على موقع IMDb (الإنجليزية)
- رامون غارسيا على موقع ميوزك برينز (الإنجليزية)
- رامون غارسيا على موقع قاعدة بيانات الفيلم (الإنجليزية)